# CrkL (белок)
CrkL (англ. Crk-like, "Crk-подобный") - белок, содержащий домен SH2 и два домена SH3 (src-гомологичные домены). Участвует в нескольких сигнальных путях. Активирует сигнальные пути RAS- и JUN-киназ, трансформирует фибробласты через RAS-зависимый механизм. Является субстратом тирозинкиназы BCR-ABL, играет роль в трансформации фибробластов с их участием. Отмечен также онкогенный потенциал CrkL. 
Совместно с Crk участвует в сигнальном каскаде рилина.